# Phantia denasuta
Phantia denasuta är en insektsart som beskrevs av Dlabola 1989. Phantia denasuta ingår i släktet Phantia och familjen Flatidae. Inga underarter finns listade i Catalogue of Life.